# کریس مارشال
کریس مارشال (انگلیسی: Kris Marshall؛ زادهٔ ۱ آوریل ۱۹۷۳) هنرپیشه اهل کشور انگلستان است. وی از سال ۱۹۹۳ میلادی تاکنون مشغول فعالیت بوده‌است.

## قسمتی از فیلمشناسی
- در واقع عشق
- تاجر ونیزی
- مرگ در تشییع جنازه
- سست‌عفاف
- آیریس
- فانلند
- مرگ در بهشت
- سَـندیتون